# John C. Bailar junior
John Christian Bailar Jr. (* 27. Mai 1904 in Golden (Colorado); † 17. Oktober 1991 in Urbana (Illinois)) war ein US-amerikanischer Chemiker, der als einer der Begründer der Komplexchemie in den USA gilt. Er war Professor für Anorganische Chemie an der University of Illinois at Urbana-Champaign.
Bailey erhielt seinen Bachelor-Abschluss an der University of Colorado und wurde 1928 an der University of Michigan bei Moses Gomberg promoviert. 1928 wurde er Instructor, 1930 Associate Professor und 1943 Professor an der University of Illinois.
Er war 1959 Präsident der American Chemical Society (ACS) und erhielt 1964 deren Priestley Medal. Er war an der Gründung der Abteilung Anorganische Chemie der ACS beteiligt, an der Gründung der Reihe Inorganic Syntheses (1939) und an der Gründung der Zeitschrift Inorganic Chemistry (1962).
1934 bis 1985 veröffentlichte er eine 37-teilige Aufsatzreihe The Stereochemistry of Complex Compounds. Im ersten Aufsatz der Reihe mit seinem Studenten Robert W. Auten führte er das Analogon der Walden-Umkehr in die anorganische Chemie ein. 1959 veröffentlichte er mit Elias J. Corey einen Artikel über Oktaeder-Komplexe. Das war eine frühe Anwendung der Kraftfeld-Methode in der anorganischen Chemie. Der Übergang zwischen Isomeren in Oktaeder-Komplexen kann nach einem von Bailar beschriebenen und benannten Bailar Twist vor sich gehen (oder nach dem Ray-Dutt Twist).
Einer seiner Söhne ist der Statistik-Professor an der University of Chicago und MacArthur Fellow John Christian Bailar III (1932–2016).